# Bambi-Verleihung 1989
Die 41. Bambi-Verleihung fand am 14. Dezember 1989 im ARRI-Kino in München statt.

## Die Verleihung
Ein Ehrenbambi ging an den früheren Bürgermeister Jerusalems, Teddy Kollek, und Heidi Kabel bekam einen Bambi für ihr Lebenswerk. Als bemerkenswert wurde auch der Bambi für die Jugendsendung Elf 99 des Senders Fernsehen der DDR empfunden. Bei der Übergabe des Bambi für die Fernsehserie Lindenstraße wurde die gesamte Besetzung ausgezeichnet – 45 Personen. So etwas hatte es bei den Bambi-Verleihungen noch nicht gegeben. Der Erlös der Veranstaltung ging an Rettet den Regenwald, eine Naturschutzorganisation.

## Preisträger
Aufbauend auf der Bambidatenbank.

### Aktualität
- Victoria Herrmann, Harald Becker und Michael Beck für Elf 99
- Martin Schulze für die ARD

### Beliebtester Fernsehmoderator
Ulli Potofski

### Ehrenbambi
Teddy Kollek

### Fernsehen International
Michele Placido

### Film
Marianne Sägebrecht

### Kreativität
Karl Lagerfeld

### Kultur
Marcel Reich-Ranicki

### Lebenswerk
Heidi Kabel

### Neue Medien
Helmut Markwort

### Pop
Chris de Burgh

### Sport
Ion Țiriac

### Fernsehen National
Amorn Surangkanjanajai, Andrea Spatzek, Arnfried Lerche, Annemarie Wendl, Brigitte Annessy, Christian Kahrmann, Dagmar Hessenland, Dieter Schaad, Domna Adamopoulou, Georg Uecker, Gérard Hérold, Ute Mora, Hans W. Geißendörfer, Hermes Hodolides, Irene Fischer, Joachim Hermann Luger, Kostas Papanastasiou, Ludwig Haas, Manfred Schwabe, Margret van Munster, Marianne Rogée, Marie-Luise Marjan, Martin Rickelt, Moritz A. Sachs, Nina Vorbrodt, Robert Zimmerling, Stefanie Mühle, Susanne Gannott, Sybille Waury, Tilli Breidenbach für Lindenstraße